# 本庄村 (熊本県)
本庄村（ほんじょうむら）は、熊本県の北部、飽託郡にかつてあった村である。

## 概要
中世の荘園である託麻荘（たくまのしょう）の本荘がこの地にあったことから本荘と名付けられた。

## 地理
- 河川：白川

## 歴史
- 1889年4月1日 - 町村制が施行。一村単独村政で託麻郡本庄村となる。
- 1896年4月1日 - 飽田郡と託麻郡が合併し飽託郡となる。
- 1921年6月1日 - 熊本市に編入。本荘と改称。

## 経済

### 産業
農業
『熊本県各郡市町村蚕糸業一覧 明治28年』によると、本庄村の養蚕戸数は12戸、繭産額は19石、製糸戸数は10戸である。
商業
『日本海陸物産商名鑑』によると、本庄村の米穀商は西里亥三郎、竹田平蔵などがいた。
企業
- 山佐製油 - 開業年月は1915年9月[3]。生産品目は菜種油粕[3]。代表者は竹田佐平[3]。

工場
- 竹田製油場 - 開業年月は1877年1月[3]。生産品目は種油、椿油[3]。代表者は竹田荒治郎[3]。
- 竹田製油製肥場 - 開業年月は1877年1月[3]。生産品目は菜種油粕[3]。代表者は竹田荒次郎[3]。
- 永田水飴製造所 - 開業年月は明治以前[3]。生産品目は飴粕[3]。代表者は永田岩八[3]。

## 学校
- 本荘小学校（のちの本荘尋常小学校、現在の熊本市立本荘小学校）

## 出身・ゆかりのある人物
- 宮村又八（部落解放運動家、農民運動家、衆議院議員）